# Soisy-sous-Montmorency
 Soisy-sous-Montmorency es una población y comuna francesa, en la región de Isla de Francia, departamento de Valle del Oise, en el distrito de Sarcelles. Es el chef-lieu del cantón de Soisy-sous-Montmorency.

## Demografía
| 339 | 342 | 328 | 278 | 393 | 341 | 431 | 348 | 389 | 468 | 698 | 777 | 870 | 938 | 1 023 | 1 109 | 1 289 | 1 613 | 1 899 | 2 307 | 2 984 | 3 872 | 5 503 | 5 806 | 5 656 | 7 023 | 11 803 | 14 552 | 16 260 | 15 894 | 16 597 | 16 802 | 17 419 |
| Para los censos de 1962 a 1999 la población legal corresponde a la población sin duplicidades (Fuente: INSEE [Consultar]) |     |     |     |     |     |     |     |     |     |     |     |     |     |       |       |       |       |       |       |       |       |       |       |       |       |        |        |        |        |        |        |        |